# Nomada rubiginosa
Nomada rubiginosa là một loài Hymenoptera trong họ Apidae. Loài này được Pérez mô tả khoa học năm 1884.